# Фішер (льодовик)
Льодовик Фішер (нім. Fieschergletscher) — долинний льодовик на південному схилі Бернських Альп кантоні Вале, Швейцарія. При довжині 14,8 км, він є другим найдовшим льодовиком Альп після розташованого неподалік льодовика Великий Алеч, але оскільки він є порівняно вужчим, то при площі бл. 37 км² (1993) він є третім після Великого Алеча та Горнера.
З 1891 року (дата початку вимірів) льодовик майже постійно зменшується і за цей час відступив вже майже на 1,1 км.
Льодовик не слід плутати з льодовиком Грінделвальд-Фішер, що рукавом льодовика Нижній Грінделвальд і розташований на північній стороні Фішерхорнів біля селища Грінделвальд і на картах деколи також позначається як льодовик Фішер.

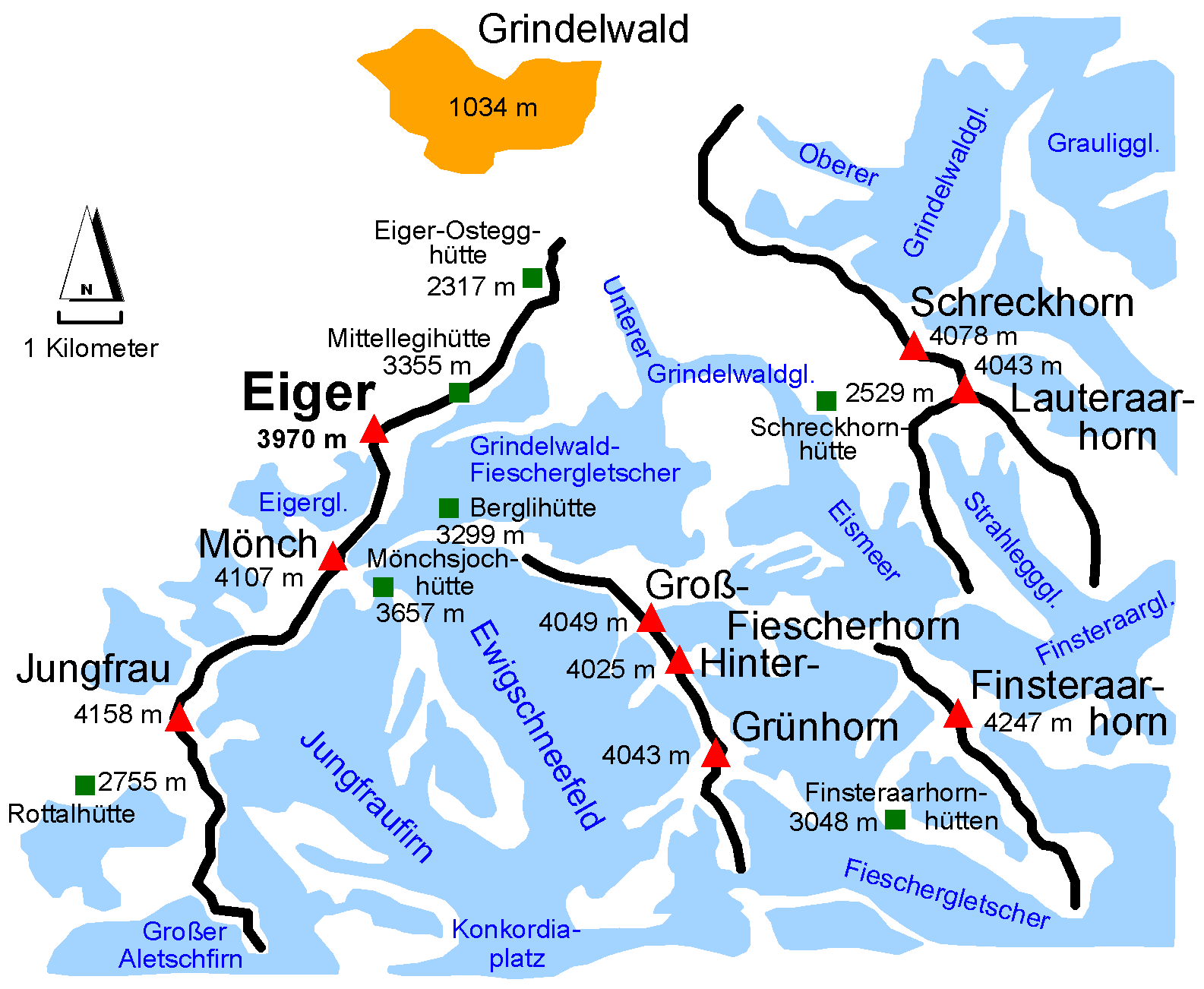
Льодовик Фішер у нижній частині мапи, справа, прихисток Фінстерарорнгютте трохи вище над ним, а льодовик Грінделвальд-Фішер посередині мапи

## Опис
Льодовик розташований на висоті між 4 180 та 1 681 м.н.м. (з урахуванням фірнів, за вимірами 2001 року) та має південно-східний ухил стікання.
Свій початок льодовик Фішер бере на східному схилі гори Великий Фішерхорн на висоті близько 4 000 м.н.м., на досить крутому обриві — протягом перших двох кілометрів довжини льодовика перепад висот складає 700 метрів. Після цього льодивик тече під досить невеликим ухилом переважно на південний схід, обмежений горами Грюнхорн (4 044 м.н.м.) та Великий Ванненхорн (3 906 м.н.м.) з заходу і Фінстераархорн (4 274 м.н.м.) зі сходу. При цьому до нього приєднуються невеликі льодовики-рукави. У південного підніжжя Фінстераарротхорну (3 530 м.н.м.) зі сходу до льодовика Фішер приєднується система льодовиків Штудер та Галмі загальною довжиною 5 км, які однак мають майже таку саму ширину як і льодовик Фішер.
В нижній частині льодовик тече на південь по глибокій долині між горою Ваннехорн на заході та гребенем гори Вазенхорн на сході. Влітку, коли сніжний покров тане, льодовик має сірий колір, бо покритий камінням медіальної морени та уламками скель, що впали з оточуючих гір.
Язик льодовика сьогодні закінчується на висоті бл. 1 700 м, північніше «Бургу» (північна частина скупчення каміння, яке нижче також називають «Тіттер»). Тала вода впадає у струмок Вайсвассер, який біля селища Фіш впадає в річку Рону.

## Альпінізм
На південно-західному схилі Фінстераархорна на висоті 3 048 м.н.м. і бл. в 100 метрах над льодовиком Фішер розташований прихисток Finsteraarhornhütte, яким управляє Swiss Alpine Club. Ця хатина слугує як проміжна станція для багатьох альпіністських турів по льодовиках від Юнгфрауйох або Льоченталь до Грімзельпас.

## Галерея

Вид з Великого Ванненхорну на Белвальд, частина Рід в 1910 році. Зліва видно льодовик Фішер.Вид з Великого Ванненхорну на Белвальд, частина Рід в 1910 році. Зліва видно льодовик Фішер.
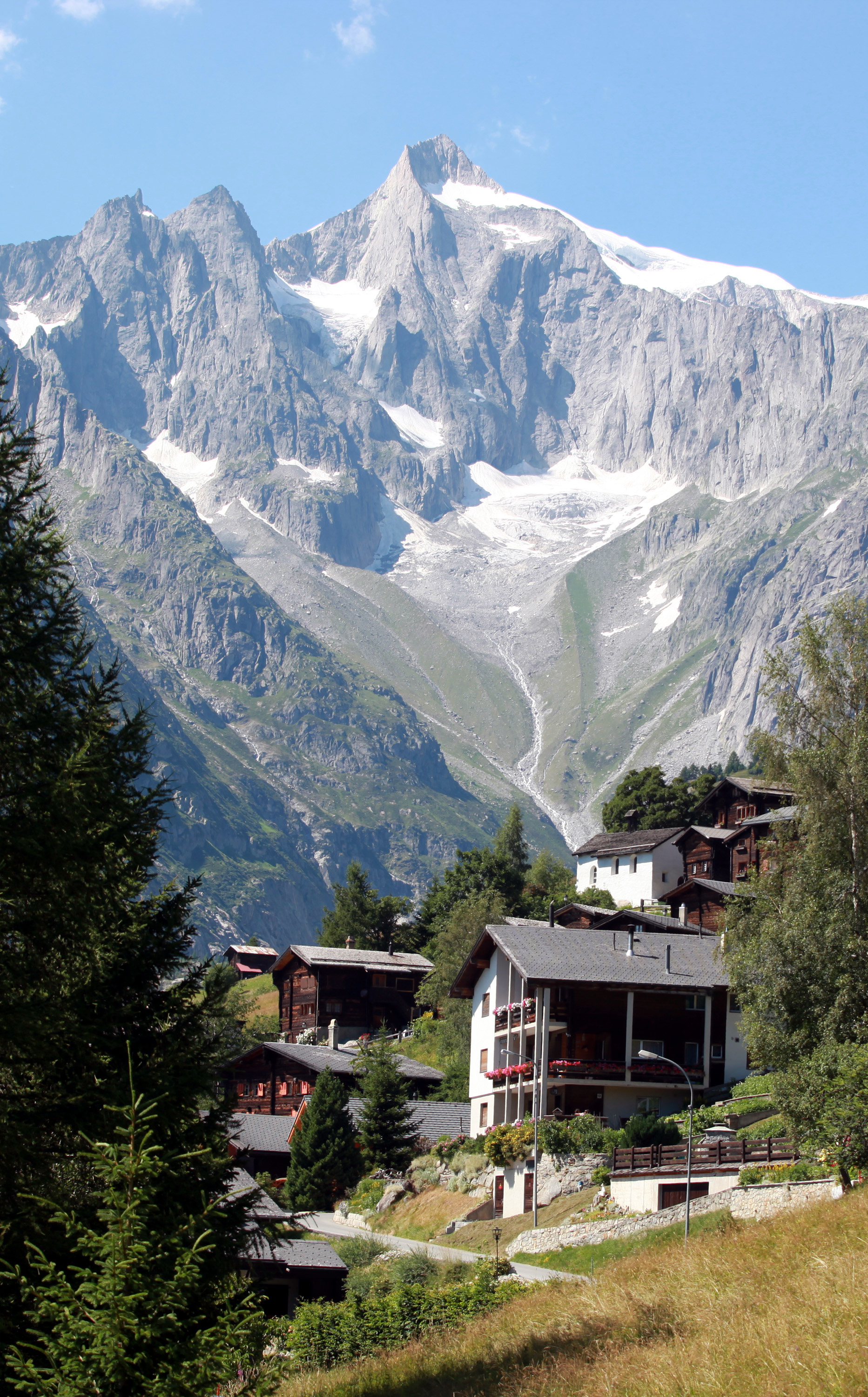
Через 100 років на тому самому місці: льодовика вже не видно.
Фіш в 1911 році. Добре видно льодовик Фішер.Фіш в 1911 році. Добре видно льодовик Фішер.
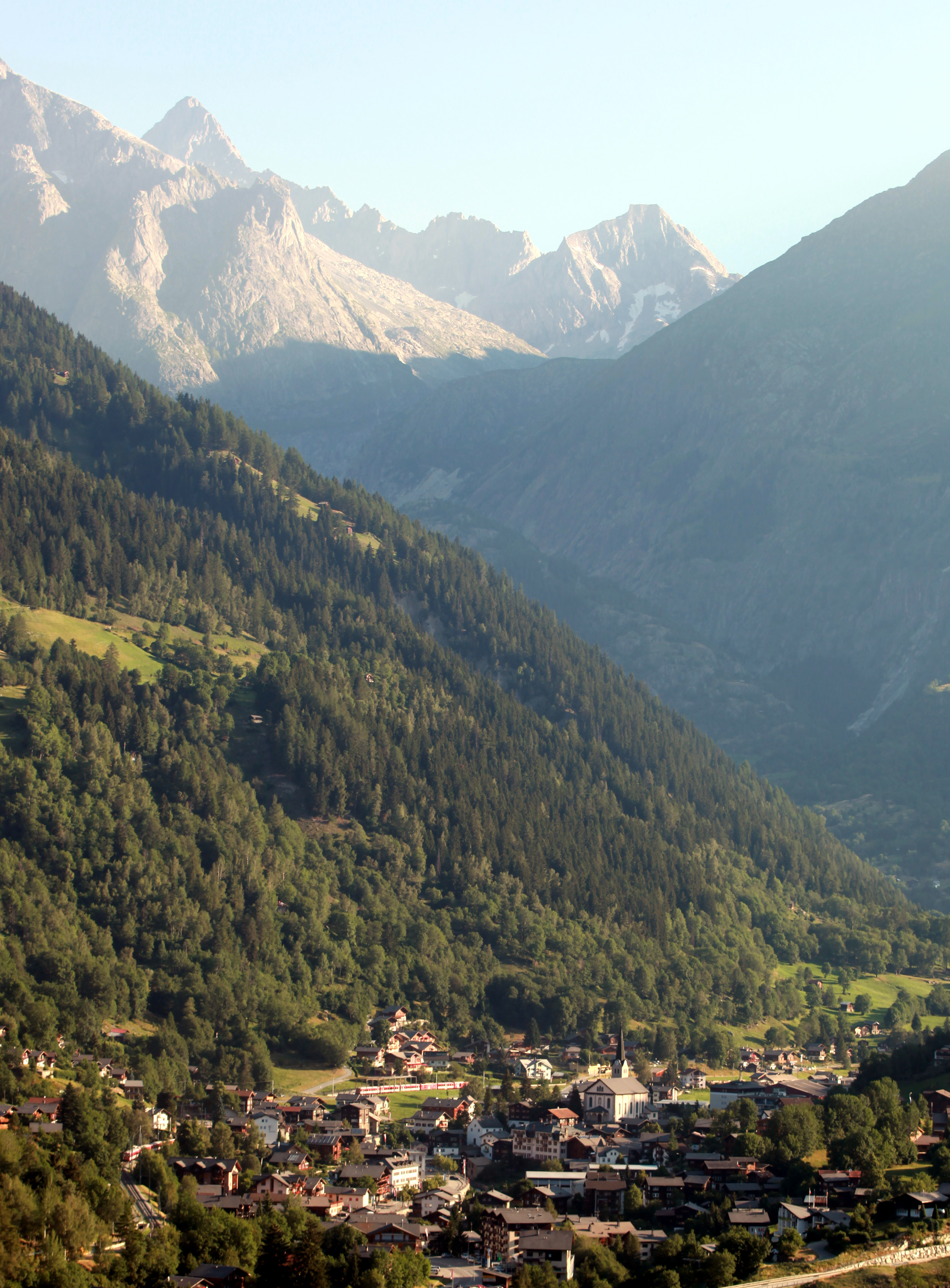
Фіш через 99 років.
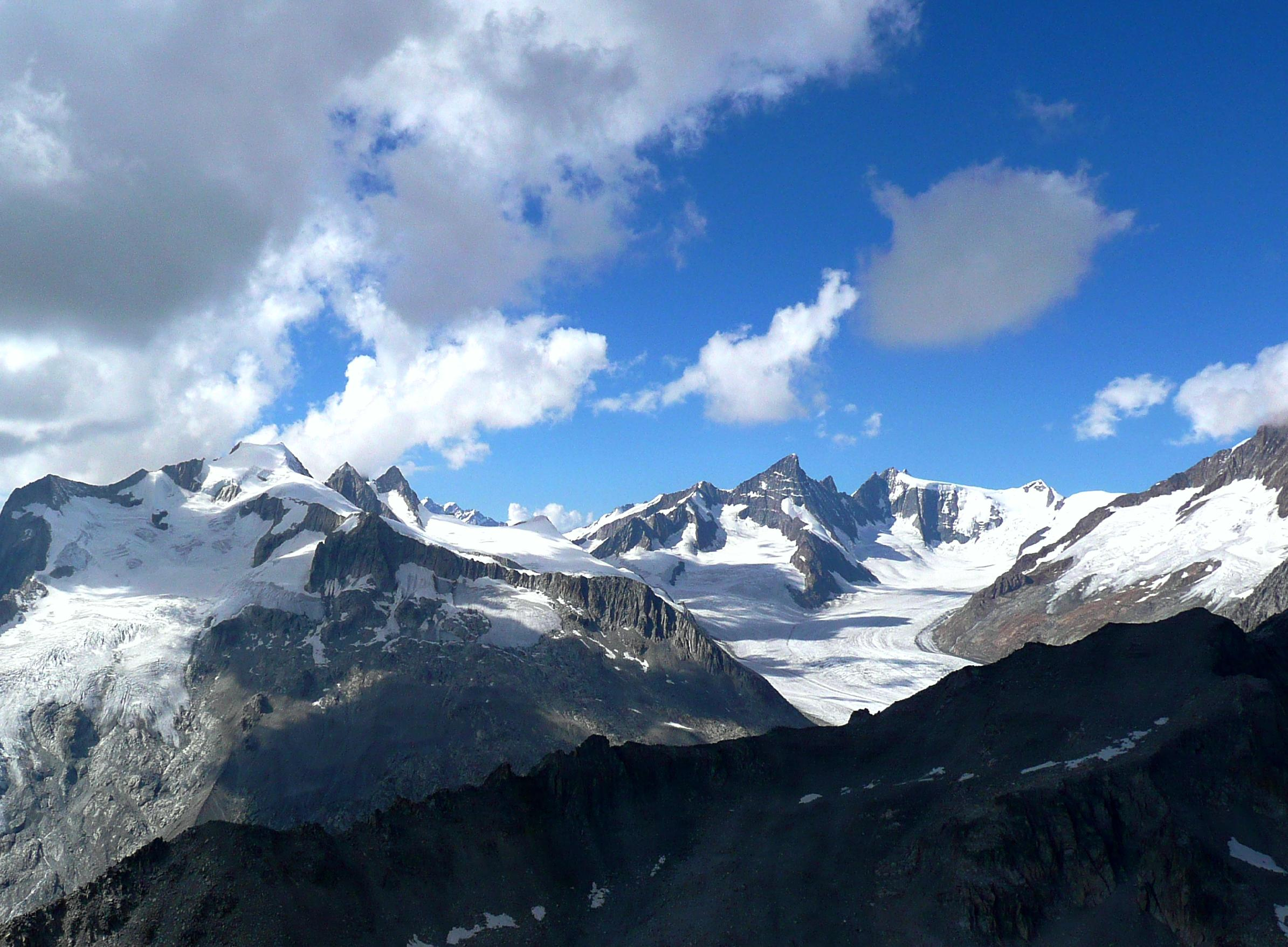
Верхня частина льодовика
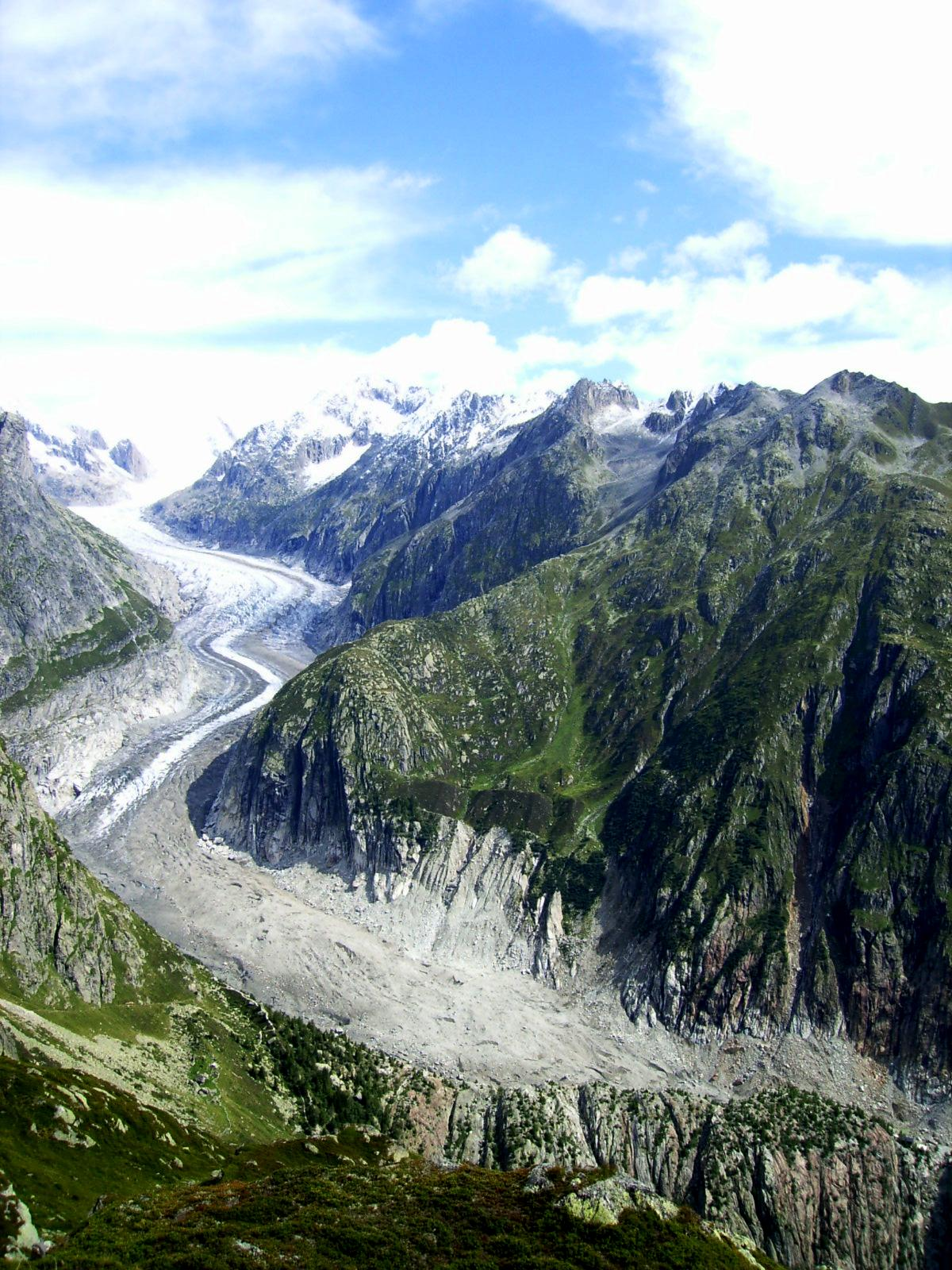
Нижня частина льодовика